# Pehr Bolin
Pehr Karl Vilhelm Bolin, född 14 november 1865 i Visby stadsförsamling, Gotlands län, död 17 oktober 1943, var en svensk agronom.
Bolin avlade studentexamen i Stockholm 1884, genomgick Ultuna lantbruksinstitut 1887-88, var assistent hos Sveriges utsädesförening 1892-96, föreståndare för dess filial på Ultuna 1897-1900 och för hushållningssällskapens lokala fältförsök 1900-06. Åren 1907-31 var han överassistent vid Centralanstalten för försöksväsendet på jordbruksområdet.
Bolin författade en mängd uppsatser i lantbrukstidningar och tidskrifter, företrädesvis rörande gödsling, växtodling och växtförädling, samt följande särskilt utgivna arbeten: Hjälpreda för bestämning af gräsfrukterna (1893), Frukter af skandinaviska gräs (1898, andra upplagan: "Svenska gräsarters frön", 1908), Våra vanligaste åkerogräs (prisbelönt av Lantbruksakademien 1903), Ogräset och dess bekämpande (1916), Jordbruksbok för pojkar (sjunde upplagan 1920), Ogräsplågan (1920), (tillsammans med Sven Bengtsson) Lärobok i landthushållning för lärlings- och yrkesskolor (1920), samt den väl illustrerade De svenska gräsen (1928). Han invaldes som ledamot av Lantbruksakademien (1911).